# Melanaspis coccolobae
Melanaspis coccolobae är en insektsart som beskrevs av Ferris 1943. Melanaspis coccolobae ingår i släktet Melanaspis och familjen pansarsköldlöss. Inga underarter finns listade i Catalogue of Life.